# Abdij van Sturzelbronn

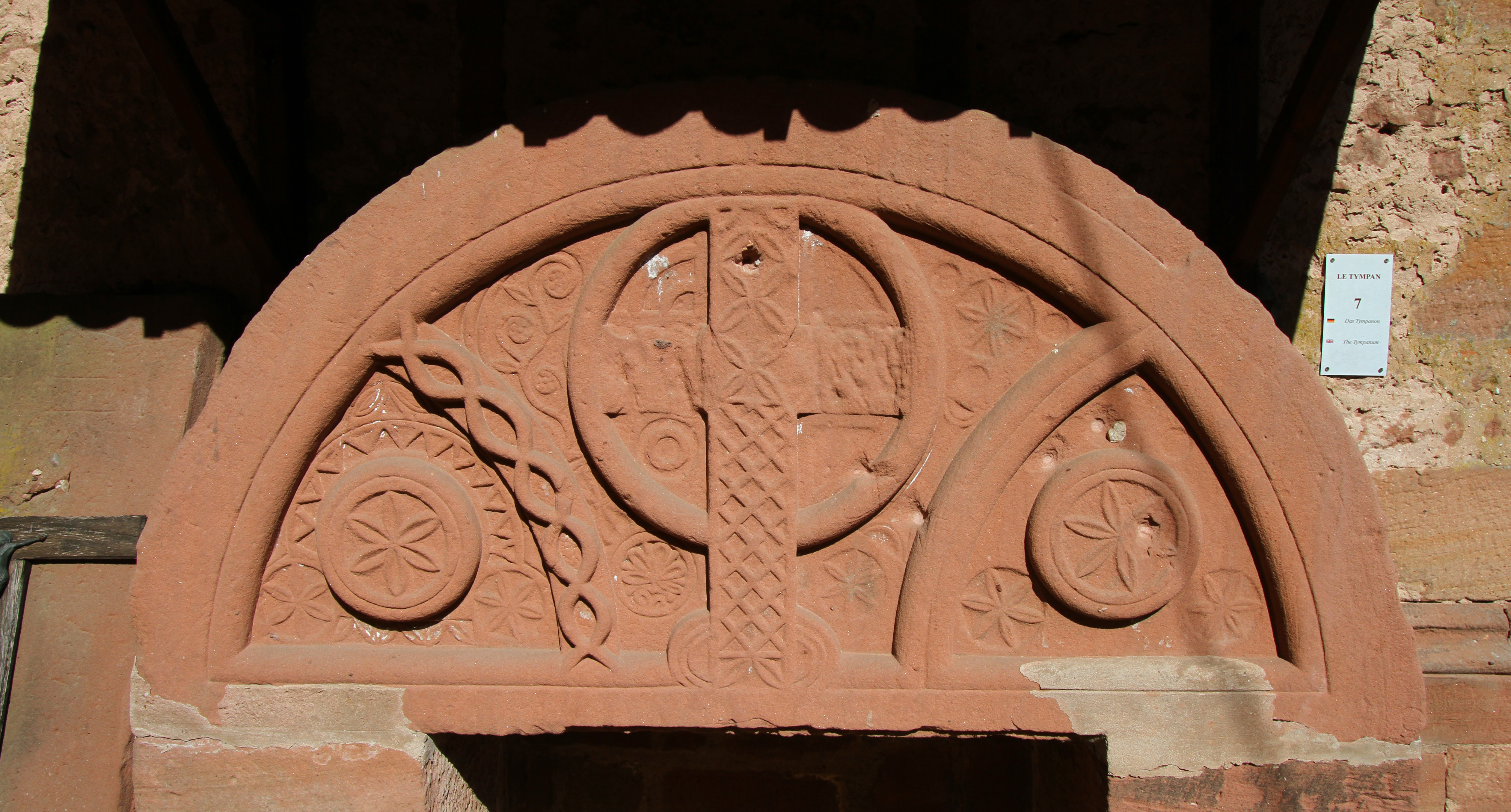
Tympanon

De Abdij van Sturzelbronn (Duits: Stürzelbrunn) was een cisterciënzer abdij in Frankrijk. Deze abdij werd in 1135 gesticht te Sturzelbronn, in bosrijk gebied ten oosten van de gemeente Bitche in het huidige departement Moselle. Tegenwoordig is er alleen nog een ruïne over. De stichter was hertog Simon I van Lotharingen. 
De Abdij van Sturzelbronn verwierf rechten in het graafschap Bitche, het graafschap Zweibrücken en de heerlijkheid Lichtenberg. De abdij werd bewoond door Bourgondische monniken die van de Abdij van Maizières afkomstig waren.  
De Abdij van Sturzelbronn werd in 1525 tijdens de Duitse Boerenoorlog verwoest. In 1570 probeerde de protestantse graaf Filips V van Hanau-Lichtenberg, die het graafschap Bitsch had geërfd, de abdij in eigen handen te krijgen nadat het geslacht Zweibrücken-Bitsch was uitgestorven. Dit leidde tot de bezetting en uiteindelijk de volledige annexatie van het graafschap Bitsch door het hertogdom Lotharingen. In 1622 werd het klooster geplunderd door soldaten van Peter Ernst II van Mansfeld. Tien jaar later riep kardinaal de Richelieu op tot de verwoesting van heel Lotharingen, waarna onder andere de Abdij van Sturzelbronn in brand werd gestoken. Het duurde tot 1687 voor de abdij opnieuw in gebruik werd genomen. 
In 1749 werd er een verdrag gesloten met het landgraafschap Hessen-Darmstadt, dat inmiddels in bezit was van het graafschap Hanau-Lichtenberg. Hierin werden de wederzijdse rechten vastgelegd. 
Het klooster werd opgeheven als gevolg van de Franse Revolutie. Op 17 maart 1790 verklaarde het revolutionaire Frankrijk het klooster tot nationaal bezit. Hessen-Darmstadt eigende zich vervolgens een aantal bezittingen van de abdij toe.